# Малкольм III (король Шотландії)
Малкольм III (1031? — 13 листопада 1093) — король Шотландії, старший син Дункана I. З 1034 року — король Стратклайду (як Малкольм II).
Був одружений із Маргаритою Шотландською, яка була донькою королеви Агати та ймовірною онукою Ярослава Мудрого.
Діти:
1. Едвард, вбитий 1093.
2. Едмунд — король Шотландії (1094—1097)
3. Етельред, абат
4. Едгар — король Шотландії (1097—1107)
5. Олександр I — король Шотландії (1107—1124)
6. Давид I Святий — король Шотландії (1124—1153)
7. Матильда (Едіта), яку в 1100 р. видали за короля Англії Генріха I. Серед прямих нащадків Матильди — Річард Левове Серце.
8. Марія Шотландська (1082—1116), одружена з Євстахієм III.